# Mindre kviststövslända
Mindre kviststövslända (Lachesilla greeni) är en insektsart som först beskrevs av John Victor Pearman 1933.  Mindre kviststövslända ingår i släktet Lachesilla och familjen kviststövsländor. Arten är reproducerande i Sverige. Inga underarter finns listade i Catalogue of Life.